# Monaco a 2018. évi téli olimpiai játékokon
Monaco a dél-koreai Phjongcshangban megrendezett 2018. évi téli olimpiai játékok egyik részt vevő nemzete volt. Az országot az olimpián 2 sportágban 4 sportoló képviselte, akik érmet nem szereztek.

## Alpesisí
Férfi
| Versenyző     | Versenyszám            | 1. futam | 1. futam | 2. futam | 2. futam | Összesítés | Összesítés |
| Versenyző     | Versenyszám            | Idő      | Hely.    | Idő      | Hely.    | Idő        | Helyezés   |
| ------------- | ---------------------- | -------- | -------- | -------- | -------- | ---------- | ---------- |
| Olivier Jenot | Óriás-műlesiklás       | 1:14,93  | 48.      | 1:14,16  | 37.      | 2:29,09    | 38.        |
| Olivier Jenot | Szuperóriás-műlesiklás |          |          |          |          | 1:28,80    | 38.        |

| Versenyző     | Versenyszám | Lesiklás | Lesiklás | Műlesiklás | Műlesiklás | Összesítés | Összesítés |
| Versenyző     | Versenyszám | Idő      | Hely.    | Idő        | Hely.      | Idő        | Helyezés   |
| ------------- | ----------- | -------- | -------- | ---------- | ---------- | ---------- | ---------- |
| Olivier Jenot | Összetett   | 1:22,71  | 47.      | 50,73      | 28.        | 2:13,44    | 28.        |

Női
| Versenyző         | Versenyszám            | Idő     | Helyezés |
| ----------------- | ---------------------- | ------- | -------- |
| Alexandra Coletti | Szuperóriás-műlesiklás | 1:24,01 | 30.      |
| Alexandra Coletti | Lesiklás               | 1:45,04 | 27.      |

| Versenyző         | Versenyszám | Lesiklás   | Lesiklás   | Műlesiklás | Műlesiklás | Összesítés | Összesítés |
| Versenyző         | Versenyszám | Idő        | Hely.      | Idő        | Hely.      | Idő        | Helyezés   |
| ----------------- | ----------- | ---------- | ---------- | ---------- | ---------- | ---------- | ---------- |
| Alexandra Coletti | Összetett   | nem indult | nem indult | kiesett    | kiesett    | kiesett    | kiesett    |

## Bob
Férfi
| Versenyző                | Versenyszám | 1. futam | 1. futam | 2. futam | 2. futam | 3. futam | 3. futam | 4. futam | 4. futam | Összesítés | Összesítés |
| Versenyző                | Versenyszám | Idő      | Hely.    | Idő      | Hely.    | Idő      | Hely.    | Idő      | Hely.    | Idő        | Helyezés   |
| ------------------------ | ----------- | -------- | -------- | -------- | -------- | -------- | -------- | -------- | -------- | ---------- | ---------- |
| Rudy Rinaldi* Boris Vain | Kettes      | 49,85    | 20.      | 49,69    | 16.      | 49,68    | 19.      | 49,80    | 16.      | 3:19,02    | 19.        |

* – a bob vezetője